# Rhystophyllum pennatum
Rhystophyllum pennatum là một loài Rêu trong họ Neckeraceae. Loài này được (Hedw.) E. Britton miêu tả khoa học đầu tiên năm 1904.